# 19 mars en sport
19 février 19 avril
Chronologies thématiques
- Croisades
- Ferroviaires
- Disney

Cet article présente les faits marquants du 19 mars (78e jour de l'année ou 79e en cas d'année bissextile) en sport.

## Événements

### XIXesiècle
- 1868 :
  - (Athlétisme) : l'athlète britannique Charles Absalom (° 1844) réalise un temps de 10 s sur 100 yards. Il est considéré avec cette performance comme le premier recordman du monde du sprint.
- 1877 :
  - (Cricket) : l’Équipe d'Australie de cricket s’impose face à l’Équipe d'Angleterre de cricket à Melbourne par 45 runs dans le premier test-match de l'histoire du cricket.
- 1881 :
  - (Rugby à XV) : match nul entre l’Angleterre et l’Écosse à Édimbourg.
- 1887 :
  - (Football) : à Blackburn (Leamington Road), l'Écosse s'impose 3-2 face à l'Angleterre devant 12 000 spectateurs.
- 1892 :
  - (Football) : finale de la 21e FA Cup. Blackburn Rovers bat Notts County FC sur le score de 3-1 devant 23 000 spectateurs au Kennington Oval (Londres).

### XXesièclede1901à1950
- 1933 :
  - (Cyclisme) : le Belge Alfons Schepers remporte la 1re édition de la course à étapes Paris-Nice.

### XXesièclede1951à2000
- 1977 :
  - (Rugby à XV) : la France remporte son quatrième match du Tournoi des Cinq Nations en allant battre l'Irlande au stade de Lansdowne Road à Dublin sur le score de 15-6, réalisant ainsi le deuxième Grand chelem de son histoire.
- 1993 :
  - (Rugby à XV) : le XV de France remporte le Tournoi des Cinq Nations 1993.
- 1995 :
  - (Basket-ball) : Michael Jordan est de retour sur les parquets de la NBA.

### XXIesiècle
- 2005 :
  - (Biathlon) : le Norvégien Ole Einar Bjørndalen remporte la coupe du monde masculine devant l'Allemand Sven Fischer et le Français Raphaël Poirée. La Française Sandrine Bailly remporte la coupe du monde féminine devant l'Allemande Kati Wilhelm et la Russe Olga Pyleva.
  - (Rugby à XV) : Le XV du pays de Galles remporte le Tournoi des Six Nations 2005 en signant un Grand chelem ; Le premier depuis 1978.
- 2006 :
  - (Formule 1) : Grand Prix automobile de Malaisie.
- 2007 :
  - (Marathon) : l'Italien Andrea Cionna établit en 2 h 31 min 59 s, à Rome, le record du monde de marathon pour un coureur aveugle[1],[2].
- 2008 :
  - (Natation) : lors des Championnats d'Europe de natation 2008, à Eindhoven, (Pays-Bas), Laure Manaudou devient championne d'Europe du 200 mètres dos en battant de 1 s 20 son propre record de France avec un chrono de 2 min 07 s 99, laissant à près de 2 s la Russe Anastasia Zueva (2e) et la Hongroise Nikolette Szepesi (3e). Dans le même temps, Hugues Duboscq obtient la médaille d'argent sur 100 mètres brasse derrière le Norvégien Alexander Dale Oen.
- 2013 :
  - (Course camarguaise) : Gérard Batifort devient le nouveau président de la Fédération française de la course camarguaise.

## Naissances

### XIXesiècle
- 1850 :
  - Thomas Chalmers, joueur de rugby de cricket écossais.  († 25 mai 1926).
- 1871 :
  - John Henry Taylor, golfeur britannique. Vainqueur des Open britannique 1894, 1895, 1900, 1909 et 1913. († 10 février 1963).
- 1884 :
  - Angus Campbell, dirigeant sportif de hockey sur glace canadien. († 1976).
- 1888 :
  - Léon Scieur, cycliste sur route belge. Vainqueur du Tour de France 1921 et de Liège-Bastogne-Liège 1920. († 7 octobre 1969).
- 1890 :
  - Jennie Fletcher, nageuse britannique. Championne olympique du relais 4×100m nage libre et médaillée de bronze du 100m nage libre aux Jeux de Stockholm 1912. († 17 janvier 1968).
- 1895 :
  - Marcel Vanco, footballeur français. (8 sélections en équipe de France). († 15 juillet 1987).
- 1900 :
  - René Lorain, athlète de sprint français. Médaillé d'argent du relais 4×100 m aux Jeux d'Anvers 1920. († 25 octobre 1984).

### XXesièclede1901à1950
- 1908 :
  - Numa Andoire, footballeur puis entraîneur français. († 2 janvier 1994).
- 1909 :
  - Attilio Demaría, footballeur argentino-italien. Champion du monde de football 1934. (3 sélections avec l'Équipe d'Argentine de football et 13 avec l'Équipe d'Italie de football). († 11 novembre 1990).
- 1914 :
  - Jay Berwanger,  joueur de foot U.S. américain. († 26 juin 2002).
- 1921 :
  - Émile Bongiorni, footballeur français. (5 sélections en équipe de France). († 4 mai 1949).
- 1923 :
  - Serse Coppi, cycliste sur route italien. († 21 juin 1959).
- 1926 :
  - Tony Collins, footballeur anglais († 8 février 2021).
- 1927 :
  - Richie Ashburn, joueur de baseball américain. († 9 septembre 1997).
- 1932 :
  - Gay Brewer, golfeur américain. Vainqueur du Masters 1967. († 31 août 2007).
- 1935 :
  - Gilbert Bozon, nageur français. Médaillé d'argent du 100 m dos aux Jeux d'Helsinki 1952. Champion d'Europe de natation du 100 m dos et médaillé d'argent du relais 4×200 m nage libre 1954. († 21 juillet 2007).
- 1937 :
  - István Sztáni, footballeur puis entraîneur hongrois.
- 1942 :
  - Rinus Israël, footballeur néerlandais. († 1er juillet 2025).
- 1943 :
  - Vern Schuppan, pilote de F1 et d'endurance australien. Vainqueur des 24 Heures du Mans 1983.
  - Francisco Valdés, footballeur chilien. (52 sélections en équipe nationale). († 10 août 2009).
- 1945 :
  - Modestas Paulauskas, basketteur soviétique puis lituanien. Médaillé de bronze aux Jeux de Mexico 1968 et champion olympique aux Jeux de Munich 1972. Champion du monde de basket-ball 1967 et 1974. Champion d'Europe de basket-ball 1965, 1967, 1969 et 1971.
- 1949 :
  - Michel Sappa, joueur de rugby français. (3 sélections en équipe de France).

### XXesièclede1951à2000
- 1952 :
  - Mokhtar Hasni, footballeur tunisien. († 21 janvier 2024).
- 1956 :
  - Chris O'Neil, joueuse de tennis australienne. Victorieuse de l'Open d'Australie 1978.
- 1960 :
  - Yvon Le Roux, footballeur puis entraîneur français. Champion d'Europe de Football 1984. (28 sélections en équipe de France).
- 1961 :
  - Jos Lansink, cavalier de sauts d'obstacles néerlandais puis belge. Champion olympique par équipes de sauts d'obstacles aux Jeux de Barcelone 1992. Champion du monde de sauts d'obstacles en individuel 2006. Champion d'Europe de saut d'obstacles par équipes 1991
- 1962 :
  - Iván Calderón, joueur de baseball portoricain. († 27 décembre 2003).
- 1964 :
  - Jean-Louis Borg, basketteur puis entraîneur français.
  - Nicola Larini, pilote de F1 italien.
- 1967 :
  - Anthony Cook, basketteur américain.
- 1969 :
  - Catherine Duchemin, judokate française.
- 1970 :
  - Michael Krumm, pilote de courses automobile allemand.
- 1972 :
  - Helena Vildová, tenniswoman tchèque puis tchèque.
- 1974 :
  - Marcel Tiemann, pilote de courses automobile allemand.
- 1975 :
  - Antonio Daniels, basketteur américain.
- 1976 :
  - Andre Miller, basketteur américain.
  - Alessandro Nesta, footballeur italien. Champion du monde de football 2006. Vainqueur de la Coupe d'Europe des vainqueurs de coupe 1999 des Ligue des champions 2003 et 2007. (78 sélections en équipe nationale).
- 1977 :
  - Robert Lindstedt, joueur de tennis suédois.
  - Veselin Velikov, footballeur bulgare. (3 sélections en équipe nationale).
- 1978 :
  - Cédric Bertorelle, basketteur français.
- 1979 :
  - Ivan Ljubičić, joueur de tennis croate. Médaillé de bronze en double aux Jeux d'Athènes 2004. Vainqueur de la Coupe Davis 2005.
  - Estelle Quérard, volleyeuse française. (31 sélections en équipe de France).
  - Hidayet Türkoğlu, basketteur turc.
- 1980 :
  - Yann Devehat, basketteur français.
  - Johan Olsson, skieur de fond suédois. Médaillé de bronze du relais 4×10 km aux Jeux de Turin 2006, champion olympique du relais 4×10 km, médaillé de bronze du 30 km et du 50 km aux Jeux de Vancouver 2010 puis champion olympique du 4×10 km et médaillé d'argent du 15 km aux Jeux de Sotchi 2014. Champion du monde de ski de fond du 50 km départ en ligne 2013.
- 1981 :
  - Burcu Cetinkaya, pilote de rallye turque.
  - Steve Cummings, cycliste sur piste et route britannique. Médaillé d'argent de la poursuite par équipe aux Jeux d'Athènes 2004. Champion du monde de la poursuite par équipes 2005.
  - Casey Jacobsen, basketteur américain.
  - Kolo Touré, footballeur ivoirien. Vainqueur de la Ligue des champions de la CAF 1998. Champion d’Afrique de football 2015. (109 sélections en équipe nationale).
- 1982 :
  - Alexandra Marinescu, gymnaste roumaine. Médaillée de bronze du concours général par équipes aux Jeux d'Atlanta 1996. Champion du monde de gymnastique artistique du concours général par équipes 1995 et 1997. Championne d'Europe de gymnastique artistique du concours général par équipes 1994 et 1996.
- 1983 :
  - José Gómez Maldonado, cycliste sur route mexicain.
- 1984 :
  - Simon Doreille, hockeyeur sur glace français.
- 1985 :
  - Beatriz Fernández Ibáñez, handballeuse espagnole. Médaillée de bronze aux Jeux de Londres 2012. (170 sélections en équipe nationale).
  - Mohamed Lamine Zemamouche, footballeur algérien. (8 sélections en équipe nationale).
- 1986 :
  - Tyler Bozak, hockeyeur sur glace canadien.
- 1987 :
  - Félix André, entraîneur de volley-ball français. Sélectionneur de l'équipe de France féminine de 2017 à 2018.
  - Roman Eremenko, footballeur russo-finlandais. (44 sélections en équipe nationale).
  - Lars Haugen, hockeyeur sur glace norvégien.
  - Magnus Krog, skieur de combiné nordique norvégien. Champion olympique par équipes et médaillé de bronze du petit tremplin aux Jeux de Sotchi 2014.
- 1988 :
  - Clayton Kershaw, joueur de baseball américain.
  - Simon Hébras, footballeur français.
- 1989 :
  - Hannes Aigner, kayakiste allemand. Médaillé de bronze du slalom monoplace aux Jeux de Londres 2012. Champion du monde de kayak du slalom par équipes 2010 et 2011 puis en monoplace 2018. Champion d'Europe de kayak du slalom par équipes 2015.
  - Gintarė Petronytė, basketteuse lituanienne.
- 1990 :
  - E. J. Manuel, joueur de foot U.S. américain.
  - Sergueï Ostaptchouk, hockeyeur sur glace russo-biélorusse. († 7 septembre 2011).
- 1992 :
  - François Bidard, cycliste sur route français.
  - Doriane Constanty, joueuse de rugby à XV française.
- 1993 :
  - Henry Slade, joueur de rugby à XV anglais. (4 sélections en équipe nationale).
  - Tessa Wullaert, footballeuse belge. (96 sélections en équipe nationale).
  - Aleksandr Kozlov, joueur de football russe († 15 juillet 2022).
- 1994 :
  - Brian Alainu'uese, joueur de rugby à XV samoan. (5 sélections en équipe nationale).
  - Scott Donaldson, joueur de snooker écossais.
  - Tom Foucault, basketteur français.
- 1995 :
  - Héctor Bellerín, footballeur espagnol.
  - Donte Grantham, basketteur américain.
  - Thomas Strakosha, footballeur albanais. (11 sélections en équipe nationale).
- 1997 :
  - Rūta Meilutytė, nageuse lituanienne. Championne Olympique du 100 m brasse féminin aux Jeux Olympiques de Londres en 2012.
- 1998 :
  - Aleksandr Maksimenko, footballeur russe.
  - Ricardo Mangas, footballeur portugais.
  - Shaquille Pinas, footballeur surinamien.
  - Candice Lebreton, judokate française.
- 1999 :
  - Cucu, footballeur andorran. (8 sélections en équipe nationale).
  - Oliver Valaker Edvardsen, footballeur norvégien.
  - David Tavares, footballeur portugais.

### XXIesiècle
- 2001 :
  - José Madeira, joueur de rugby à XV portugais. (31 sélections en équipe nationale).
- 2002 :
  - Maëva Squiban, cycliste sur route française.
- 2003 :
  - Nicolò Savona, footballeur italien.

## Décès

### XXesièclede1901à1950
- 1913 :
  - Robert Hunt, 57 ans, joueur de rugby à XV anglais. (4 sélections en équipe nationale). (° 21 janvier 1856).
- 1919 :
  - Maurice Dezaux, 54 ans, athlète de demi-fond français. (° 16 octobre 1864).
- 1941 :
  - Matteo Ceirano, 71 ans, pilote de courses automobile, homme d'affaires et ingénieur italien. (° 22 janvier 1870).
- 1945 :
  - Georges André, 58 ans, bobeur et curleur français. Médaillé de bronze en curling aux Jeux de Chamonix 1924. (° 26 juillet 1876).

### XXesièclede1951à2000
- 1951 :
  - Jack Jones, 65 ans, joueur de rugby gallois. Vainqueur du Tournoi britannique de rugby à XV 1909 et du Grand Chelem 1911. (14 sélections en équipe nationale). (° 2 mars 1886).
- 1958 :
  - Vernon Ransford, 73 ans, joueur de cricket australien. (20 sélections en test cricket). (° 20 mars 1885).
- 1965 :
  - Pierre Chayriguès, 73 ans, footballeur français. (21 sélections en équipe de France). (° 1er mai 1892).
- 1988 :
  - Bun Cook, 84 ans, hockeyeur sur glace et entraîneur canadien. (° 18 septembre 1904).
- 1993 :
  - Roger Michelot, 80 ans, boxeur français. Champion olympique des -79,4 kg aux Jeux de Berlin 1936. (° 8 juin 1912).

### XXIesiècle
- 2001 :
  - Gordon Brown, 53 ans, joueur de rugby écossais. (30 sélections en équipe nationale). (° 1er novembre 1947).
- 2017 :
  - Ian Stewart, 87 ans, pilote de courses automobile écossais. (° 15 juillet 1929).